# Макејсвил (Џорџија)
Макејсвил (Џорџија) (енгл. McCaysville) град је у америчкој савезној држави Џорџија. По попису становништва из 2010. у њему је живело 1.056 становника.

## Демографија
Према попису становништва из 2010. у граду је живело 1.056 становника, што је 15 (1,4%) становника мање него 2000. године.
| Група             | 2000.         | 2010.         |
| Белци             | 1.038 (96,9%) | 1.033 (97,8%) |
| Афроамериканци    | 2 (0,2%)      | 2 (0,2%)      |
| Азијати           | 2 (0,2%)      | 6 (0,6%)      |
| Хиспаноамериканци | 15 (1,4%)     | 9 (0,9%)      |
| Укупно            | 1.071         | 1.056         |